# 金沙江西路駅
金沙江西駅（きんさこうせいえき）は上海市嘉定区に位置する上海地下鉄13号線の駅である。

## 駅構造
島式ホーム1面2線の地下駅。

## 駅周辺
- 江橋鎮人民政府

## 歴史
- 2012年12月30日 - 乗客をのせての試運転として仮開業[1]

## 隣の駅
■上海地下鉄13号線
金運路駅 - 金沙江西駅 - 豊荘駅